# Історія версій Adobe Photoshop
Ця таблиця містить історію версій Adobe Photoshop, починаючи з перших версій від незалежних творців Томаса і Джона Нолла (Thomas, John Knoll) влітку 1988. Ліцензія на поширення програми була куплена Adobe Systems у вересні 1988 року.
| Версія                   | Платформа                            | Кодове ім'я                 | Дата виходу              | Значні зміни |
| ------------------------ | ------------------------------------ | --------------------------- | ------------------------ | --- |
| 0.63                     | Macintosh                            |                             | Жовтень 1988             | |
| 1.0                      | Macintosh                            |                             | Лютий 1990               | |
| 2.0                      | Macintosh                            | Fast Eddy                   | Червень 1991             | - Інструмент шляху виділення |
| 2.0.1                    | Macintosh                            |                             | Січень 1992              | |
| 2.5                      | Macintosh                            | Merlin                      | Листопад 1992            | |
| 2.5                      | Windows                              | Brimstone                   | Листопад 1992            | |
| 2.5                      | IRIX, Solaris                        |                             | Листопад 1993            | |
| 2.5.1                    | Macintosh                            |                             | 1993                     | |
| 3.0                      | Macintosh                            | Tiger Mountain              | September 1994           | - Вкладки інструментів - Шари |
| 3.0                      | Windows, IRIX, Solaris               |                             | Листопад 1994            | - Вкладки інструментів - Шари |
| 4.0                      | Macintosh, Windows                   | Big Electric Cat            | Листопад 1996            | - Змінено клавіатурні скорочення (гарячі клавіші) - Нова логіка роботи з інструментами виділення - Корекційні шари - Дії (макрос) - Псевдо-3D інтерфейс користувача |
| 4.0.1                    | Macintosh, Windows                   |                             | Серпень 1997             | |
| 5.0                      | Macintosh, Windows                   | Strange Cargo               | Травень 1998             | - Редагований текст - Можливість багаторазового скасування дій (панель Історії) - Управління кольором - Магнітне ласо |
| 5.0.1                    | Macintosh, Windows                   |                             | 1999                     | |
| 5.5                      | Macintosh, Windows                   |                             | Лютий 1999               | - Поставляється у зв'язці з ImageReady - Extract |
| 6.0                      | Macintosh, Windows                   | Venus in Furs               | Вересень 2000            | - Векторні форми - Оновлений інтерфейс - Фільтр «Liquify» |
| 6.0.1                    | Macintosh, Windows                   |                             | Березень 2001            | - Поліпшення використання пам'яті - Поліпшення функціональності кольорового пікера - Можливість передачі звітів у Adobe |
| 7.0                      | Mac OS 'Classic'/Mac OS X, Windows   | Liquid Sky                  | Березень 2002            | - Повністю векторний текст - Лікуючий пензель - Новий двигун малювання - Прибрана підтримка альфа-каналу з формату TGA на користь так званого «вбудованого альфа-каналу», експериментального методу для автоматичної генерації прозорих областей |
| 7.0.1                    | Mac OS 'Classic'/Mac OS X, Windows   |                             | Серпень 2002             | - Camera RAW 1.x (додатковий плагін) - Відновлено підтримка альфа-каналу у форматі TGA, прибрана експериментальна підтримка «вбудованого альфа-каналу» |
| CS (8.0)                 | Mac OS X, Windows                    | Dark Matter                 | Жовтень 2003             | - Camera RAW 2.x - Модифікований інструмент Нарізка - Команда Тінь/Освітлення - Команда Сумісність кольорів - Фільтр Розмиття лінзи - Покращення напрямків - Гістограми в реальному часі - Визначення і відмова зображень різних банкнот, що у пресі сканують - Захист від копіювання Macrovision, заснована на технології DRM Safecast |
| CS2 (9.0, 9.0.2)         | Mac OS X, Windows                    | Space Monkey                | Квітень 2005             | - Camera RAW 3.x - Розумні об'єкти - Перетворення деформування - Місцева лікуюча кисть - Інструмент видалення червоних очей - Інструмент Корекція лінзи - Розумна різкість - Розумні напрямні - Vanishing Point - Краще управління пам'яттю на 64-бітових PowerPC G5 Macintosh комп'ютерах під управлінням Mac OS X 10.4 - Підтримка скриптів для JavaScript та інших мов - Більша кількість опцій для інструменту Палець, таких як Розкид - Змінений вибір шару, можливість вибору декількох шарів |
| CS3, CS3 Extended (10.0) | Universal Mac OS X, Windows          | Red Pill                    | 16 квітня, 2007          | - підтримка платформи Macintosh на процесорах Intel і покращена підтримка Windows Vista - змінений інтерфейс - функціональні доповнення Adobe Camera RAW - інструмент швидкого вибору - виправлення в інструментах Криві, Vanishing Point, Міксер каналів, Яскравість/контраст і діалог друку - функція управлінням перетворення в чорно-біле зображення - авторозклад і автосполучення - розумні (не замінюють оригінал) фільтри - оптимізація графіки для мобільних пристроїв - покращення в інструментах клонування і лікуючих кистях - інструмент Photomerge для з'єднання кадрів в одну панораму - пришвидшено запуск |
| CS4, CS4 Extended (11.0) | Universal Mac OS X, Windows x86, x64 | Stonehenge                  | 13 жовтня, 2008          | - тимчасовий поворот полотна для зручності фарбування. - масштабування з урахуванням змісту зображення. - збільшення глибини різкості. - автоматичне накладення зображень. - управління файлами за допомогою нової програми Adobe Bridge CS4. - підтримка технології Multi-Touch на портативних комп'ютерах Mac. - автовирівнювання шарів. - об'єднання тривимірних і двомірних зображень. - тривимірна анімація. - тривимірне відео. |
| CS5, CS5 Extended (12.0) | Universal Mac OS X, Windows x86, x64 | White Rabbit                | Квітень, 2010            | - оновлений текстовий двигун TLF, що розширює можливості роботи з текстом, і додає нові атрибути до тексту, спецсимволи і текстові контейнери; - запровадження API для Text Layout Framework (TLF); - оновлене вбудовування шрифтів; - видалення Carbon-елементів для Mac-версії, які не підтримуються в Mac OS X 10.6 Snow Leopard; - реорганізований інтерфейс, що позбавляє користувача від нескінченних каскадних діалогів і меню; - оновлена панель «Info», тепер координати X/Y і W/H будуть оновлюватися в реальному часі, а також при наведенні на об'єкт відобразиться його RGBA-значення; - оновлений колор-міксер, тепер він наближений до стандартного колор-міксери Adobe, і дозволяє також створювати градієнти знизу панелі; - новий XML-based. FLA формат, представлений у вигляді XML-основи з інформацією про документ і всіма супутніми об'єктами в одному файлі; - поліпшення роботи з Cue Points (ключовими точками) для інтерактивного Flash-відео, тепер основне управління Cue Points перенесено на панель Properties - попередній перегляд Flash-відео під час створення, за допомогою нового FLVPlayback-компоненту для перегляду в реальному часі; - поліпшення панелі Compiler Error |
| CS6 (13.0)               | Mac OS X, Windows                    | Superstition                | 7 Травня, 2012           | - Редизайн користувацького інтрефейсу (КІ) (оновлені всі іконки та вибіркова нова темний КІ) - Авто та фонове збереження - Змісто-обізнані ітструменти Латка та Перенесення - Галерея «Розмите» - Діапазон Кольорів: від кольору шкіри до виявлення обличчя - Adobe Камера RAW 7 - Покращений інструмент обтинання - Нова панель властивостей - Покращена підтримка відео - Фільтри Олійної-фарби тепер є частиною програми - Адаптивний ширококутний фільтр - Стилі Параграфів та Фігур - Вбудована підтримка мов Середнього Сходу - Оновлено Користувацький Інтерфейс (КІ) друкування - 3DLUT коректування - Векторні мазки, цяткова/рискові мазки - Ретельно перероблені векторні інструменти - Із Защіпу у Піксель для векторних інструментів та трансформації - 3D Користувацький Інтерфейс (КІ) повністю перероблений, тепер легший у використанні |
| CC (2014.1)              | Mac OS X, Windows                    | Single Malt Whiskey Cat XXX | липень, 2014 (найновіша) | - Швидкі напрямні - Покращення зв'язаних смарт-об'єктів - Композиції шарів у смарт-об'єктах - Робота зі шрифтами зі служби Typekit - Пошук шрифтів - Ефекти руху в галереї розмиття - Виділення ділянок зображення у фокусі - Функції зі змінення зображення відповідно до вмісту з накладанням кольору - Удосконалення генератора Photoshop - 3D-друк - Увімкнення експериментальних функцій - Покращення синхронізації налаштувань - 3D-зображення - Експорт таблиць підстановки кольору - Удосконалення Adobe Camera Raw |